# Campeonato Juvenil Africano de 2009
El Campeonato Juvenil Africano 2009 es un torneo de fútbol para jugadores menores de 20 años, con sede en Ruanda entre el 18 de enero y el 1 de febrero. Los partidos se juegan en dos estadios de Kigali: el Estadio Amahoro y el Estadio Regional Nyamirambo.
El torneo organizado por la Confederación Africana de Fútbol, es clasificatorio para la Copa Mundial de Fútbol Sub-20 de 2009 a realizarse en Egipto, entregando cuatro cupos para el Mundial.

## Eliminatoria

### Ronda Preliminar
| Equipo 1     | Agr.             | Equipo 2   | Ida   | Vuelta |
| ------------ | ---------------- | ---------- | ----- | ------ |
| Mauritania   | 1 - 0            | Argelia    | 1 - 0 | 0 - 0  |
| Sierra Leona | 1 - 3            | Senegal    | 1 - 1 | 0 - 2  |
| Somalia      | 3 - 3 (3-5 p)    | Kenia      | 2 - 1 | 1 - 2  |
| Tanzania     | walkover         | Sudán      | W/O   | W/O    |
| Lesoto       | 1 - 2            | Zimbabue   | 1 - 0 | 0 - 2  |
| Madagascar   | walkover         | Mauricio   | W/O   | W/O    |
| Malaui       | 2 - 2 (3-4 t.e.) | Burundi    | 1 - 2 | 1 - 0  |
| RD Congo     | 1 - 0            | Uganda     | 0 - 0 | 1 - 0  |
| Namibia      | 1 - 2            | Botsuana   | 1 - 1 | 0 - 1  |
| Reunión      | 4 - 3            | Mozambique | 2 - 2 | 2 - 1  |
| Guinea       | 4 - 2            | Liberia    | 3 - 2 | 1 - 0  |
| Níger        | 2 - 2 (4-3 p)    | Libia      | 2 - 0 | 0 - 2  |

### Primera Ronda
| Equipo 1        | Agr.         | Equipo 2   | Ida   | Vuelta |
| --------------- | ------------ | ---------- | ----- | ------ |
| Benín           | 6 - 3        | Marruecos  | 3 - 0 | 3 - 3  |
| Túnez           | 0 - 2        | Malí       | 0 - 1 | 0 - 1  |
| Ghana           | 5 - 2        | Angola     | 5 - 1 | 0 - 1  |
| Gambia          | 4 - 1        | Mauritania | 1 - 0 | 3 - 1  |
| Nigeria         | 3 - 0        | Senegal    | 2 - 0 | 1 - 0  |
| Kenia           | 1 - 1(2-4 p) | Sudán      | 1 - 0 | 0 - 1  |
| Egipto          | 6 - 0        | Zimbabue   | 5 - 0 | 1 - 0  |
| Zambia          | 3 - 0        | Mauricio   | 1 - 0 | 2 - 0  |
| Camerún         | 2 - 0        | Burundi    | 1 - 0 | 1 - 0  |
| Congo           | 3 - 1        | RD Congo   | 1 - 1 | 2 - 0  |
| Gabón           | 0 - 2        | Botsuana   | 0 - 2 | 0 - 0  |
| Sudáfrica       | 8 - 2        | Reunión    | 1 - 1 | 7 - 1  |
| Costa de Marfil | 3 - 2        | Guinea     | 1 - 1 | 2 - 1  |
| Burkina Faso    | 6 - 0        | Níger      | 3 - 0 | 3 - 0  |

### Segunda Ronda
| Equipo 1        | Agr.  | Equipo 2     | Ida   | Vuelta |
| --------------- | ----- | ------------ | ----- | ------ |
| Benín           | 0 - 2 | Malí         | 0 - 2 | 0 - 0  |
| Ghana           | 3 - 1 | Gambia       | 2 - 1 | 1 - 0  |
| Nigeria         | 7 - 2 | Sudán        | 5 - 0 | 2 - 2  |
| Egipto          | 4 - 3 | Zambia       | 3 - 3 | 1 - 0  |
| Camerún         | 2 - 0 | Congo        | 0 - 0 | 2 - 0  |
| Botsuana        | 0 - 3 | Sudáfrica    | 0 - 0 | 0 - 3  |
| Costa de Marfil | 5 - 2 | Burkina Faso | 1 - 0 | 4 - 2  |

## Clasificados
| - Camerún - Costa de Marfil - Egipto - Ghana | - Malí - Nigeria - Ruanda (anfitrión) - Sudáfrica |

## Fase de grupos

### Grupo A
| Equipo  | Pts. | PJ | PG | PE | PP | GF | GC | Dif |
| ------- | ---- | -- | -- | -- | -- | -- | -- | --- |
| Ghana   | 7    | 3  | 2  | 1  | 0  | 5  | 1  | 4   |
| Camerún | 5    | 3  | 1  | 2  | 0  | 5  | 2  | 3   |
| Ruanda  | 4    | 3  | 1  | 1  | 1  | 3  | 4  | -1  |
| Malí    | 0    | 3  | 0  | 0  | 3  | 1  | 7  | -6  |

| 18 de enero de 2009 | Ruanda                                                                       | 2 – 1   | Malí    | Stade Amahoro, Kigali      |                            |
|                     | Mugiraneza 6' · Uzamukunda 61' · Ngaboyisibo 34' · Kwizera 57' · Ngoma 90+4' | Reporte | Sow 29' | Árbitro(s): Daniel Bennett | Árbitro(s): Daniel Bennett |

| 18 de enero de 2009 | Ghana    | 1 – 1   | Camerún | Stade Amahoro, Kigali        |                              |
|                     | Ayew 37' | Reporte | Zoua 1' | Árbitro(s): Wellington Kaoma | Árbitro(s): Wellington Kaoma |

| 21 de enero de 2009 | Malí | 0 – 2   | Ghana                | Stade Amahoro, Kigali  |                        |
|                     |      | Reporte | Awako 17' · Osei 78' | Árbitro(s): Omar Ragab | Árbitro(s): Omar Ragab |

| 21 de enero de 2009 | Camerún   | 1 – 1   | Ruanda              | Stade Amahoro, Kigali      |                            |
|                     | Owana 35' | Reporte | Y. Ndayishimiye 44' | Árbitro(s): Yakhouba Keita | Árbitro(s): Yakhouba Keita |

| 24 de enero de 2009 | Ruanda | 0 – 2   | Ghana         | Stade Amahoro, Kigali    |                          |
|                     |        | Reporte | Osei 68', 80' | Árbitro(s): Ousmane Fall | Árbitro(s): Ousmane Fall |

| 24 de enero de 2009 | Malí | 0 – 3   | Camerún                          | Stade Régional Nyamirambo, Kigali |                              |
|                     |      | Reporte | Zoua 20' · Ekeng 25' · Owana 44' | Árbitro(s): Badr Abdel Gadir      | Árbitro(s): Badr Abdel Gadir |

### Grupo B
| Equipo          | Pts. | PJ | PG | PE | PP | GF | GC | Dif |
| --------------- | ---- | -- | -- | -- | -- | -- | -- | --- |
| Nigeria         | 6    | 3  | 2  | 0  | 1  | 6  | 2  | 4   |
| Sudáfrica       | 6    | 3  | 2  | 0  | 1  | 3  | 1  | 2   |
| Egipto          | 6    | 3  | 2  | 0  | 1  | 4  | 4  | 0   |
| Costa de Marfil | 0    | 3  | 0  | 0  | 3  | 1  | 6  | -5  |

| 19 de enero de 2009 | Nigeria             | 2 – 0 | Egipto | Stade Régional Nyamirambo, Kigali |                             |
|                     | Udoh 36' · Alfa 55' |       |        | Árbitro(s): Michel Gasingwa       | Árbitro(s): Michel Gasingwa |

| 19 de enero de 2009 | Costa de Marfil | 0 – 1 | Sudáfrica  | Stade Régional Nyamirambo, Kigali |                              |
|                     |                 | [http://www.kickoff.com/static/news/article.php?id=6270 (enlace roto disponible en Internet Archive; véase el historial, la primera versión y la última). Reporte] | Nyanda 1H' | Árbitro(s): Badr Abdel Gadir      | Árbitro(s): Badr Abdel Gadir |

| 22 de enero de 2009 | Egipto                | 2 – 1   | Costa de Marfil | Stade Régional Nyamirambo, Kigali |                              |
|                     | Bogy 62' · Hegazy 89' | Reporte | Kone 29'        | Árbitro(s): Wellington Kaoma      | Árbitro(s): Wellington Kaoma |

| 22 de enero de 2009 | Sudáfrica                        | 2 – 1   | Nigeria    | Stade Régional Nyamirambo, Kigali |                          |
|                     | Bhengu 75' (pen.) · Maluleka 82' | Reporte | Uchebo 72' | Árbitro(s): Ousmane Fall          | Árbitro(s): Ousmane Fall |

| 25 de enero de 2009 | Nigeria                                   | 3 – 0   | Costa de Marfil | Stade Amahoro, Kigali  |                        |
|                     | Chrisantus 27' · Lukman 80' · Ibrahim 82' | Reporte |                 | Árbitro(s): Omar Ragab | Árbitro(s): Omar Ragab |

| 25 de enero de 2009 | Egipto          | 2 – 1   | Sudáfrica  | Stade Régional Nyamirambo, Kigali |                            |
|                     | Talaat 27', 39' | Reporte | Ngcepe 71' | Árbitro(s): Yakhouba Keita        | Árbitro(s): Yakhouba Keita |

## Fase final

### Semifinales
| 28 de enero de 2009 | Nigeria   | 0 – 2   | Camerún             | Stade Amahoro, Kigali        |                              |
|                     | Oseni 87' | Reporte | Zoua 31' · Tiko 66' | Árbitro(s): Wellington Kaoma | Árbitro(s): Wellington Kaoma |

| 28 de enero de 2009 | Sudáfrica                          | 3 – 4   | Ghana                                   | Stade Amahoro, Kigali        |                              |
|                     | Bhengu 63' 87' (pen.) · Serero 72' | Reporte | Adiyiah 26' · Osei 45+2' 71' · Ayew 64' | Árbitro(s): Badr Abdel Gadir | Árbitro(s): Badr Abdel Gadir |

### Tercer Lugar
| 31 de enero de 2009 | Sudáfrica   | 1 – 2   | Nigeria                  | Stade Régional Nyamirambo, Kigali |                        |
|                     | Maluleka 8' | Reporte | Ibrahim 15' · Temile 45' | Árbitro(s): Omar Ragab            | Árbitro(s): Omar Ragab |

### Final
| 1 de febrero de 2009 | Camerún | 0 – 2 | Ghana         | Stade Amahoro, Kigali |  |
|                      |         |       | Osei 22', 86' |                       |  |

## Campeón
| Ghana         |
| Campeón Ghana |
| 3.er título   |

## Clasificados
| Ghana | Camerún | Nigeria | Sudáfrica |
| ----- | ------- | ------- | --------- |

## Goleadores
| Jugador              | Selección | Goles |
| -------------------- | --------- | ----- |
| Ransford Osei        | Ghana     | 7     |
| Jacques Zoua Daogari | Camerún   | 3     |
| Phumelele Bhengu     | Sudáfrica | 3     |
| Brice Owana          | Camerún   | 2     |
| Talat Rahman         | Egipto    | 2     |
| André Ayew           | Ghana     | 2     |
| Rabiu Ibrahim        | Nigeria   | 2     |